# NGC 585
NGC 585 је спирална галаксија у сазвежђу Кит која се налази на NGC листи објеката дубоког неба.
Деклинација објекта је - 0° 55' 58" а ректасцензија 1h 31m 42,2s. Привидна величина (магнитуда) објекта NGC 585 износи 13,2 а фотографска магнитуда 14,1. NGC 585 је још познат и под ознакама UGC 1092, MCG 0-5-1, CGCG 386-1, IRAS 01291-0111, PGC 5688.